# تاريخ البريد والطوابع البريدية في إيطاليا
قبل توحيد إيطاليا في عام 1861، فإن تاريخها البريدي المبكر مرتبط بالممالك المختلفة والممالك الأصغر التي حكمت شبه الجزيرة.

## إيطاليا النابوليونية (1805–1814)
أثناء الحروب النابليونية، أدى عدم الاستقرار في المنطقة إلى تنوع كبير في الأنظمة البريدية. خلال قيام جمهورية إيطاليا النابوليونية (1802-1805) ومملكة إيطاليا (1805-1814)، عيَّن نابليون بونابرت مُديري بريد موالين له. وبعد معاهدة باريس لعام 1814، استعادت الممالك الإيطالية المستقلة السيطرة على أنظمتها البريدية.

## 1814–1860
كانت شركة كافاليني (الخيول الصغيرة) في سردينيا إحدى خدمات البريد الخاصة المبكرة، والتي اشتهرت بتقديم أوراق الرسائل المختومة المدفوعة مسبقًا في عام 1819. صدرت الطوابع البريدية الأولى في إيطاليا أيضًا من قبل مملكة سردينيا. في عام 1850، أعد الكونت كاميلو كافور تقريرًا إلى مجلس النواب في مملكة بييمونتي - سردينيا يقترح إصلاحًا بريديًا على غرار الإصلاح الذي تم اعتماده في العديد من الدول الأوروبية، وينص على إدخال طوابع البريد، والتي تم صياغة كلمة جديدة لها - فرانكوبولو. أصبح الإصلاح قانونًا في نوفمبر، ودخل حيز التنفيذ في الأول من يناير 1851. وبعد البحث عن خبراء في فن طباعة الطوابع الجديد، استقرت الحكومة على اختيار مطبعة فرانشيسكو ماتراير في تورينو. طبعت طوابع بريدية لمملكة سردينيا تحمل صورة بارزة لفيكتور إيمانويل الثاني دون الإشارة إلى اسم الدولة بواسطة ماتراير وصدرت في الأول من يناير عام 1851. بعد سردينيا، أصدرت ولايات إيطالية أخرى طوابع أيضًا. وتشمل هذه الولايات توسكانا (أبريل 1851)، والدول البابوية (يناير 1852)، ومودينا (يونيو 1852)، وبارما (يونيو 1852)، ومملكة الصقليتين (نابولي - يناير 1858؛ صقلية - يناير 1859)، ورومانيا (سبتمبر 1859). وفي مملكة لومبارديا البندقية التابعة للإمبراطورية النمساوية، صدرت أيضًا طوابع بفئات بالعملة المحلية.

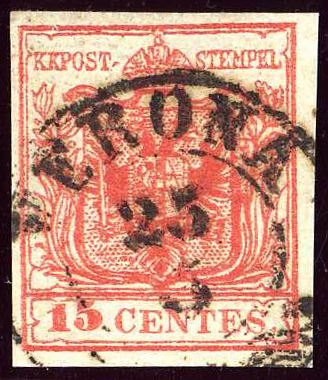
طابع بريدي لمملكة لومبارديا-فينيسيا، 1850
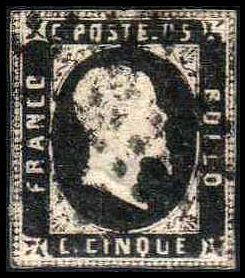
طابع بريدي لمملكة سردينيا، 1851
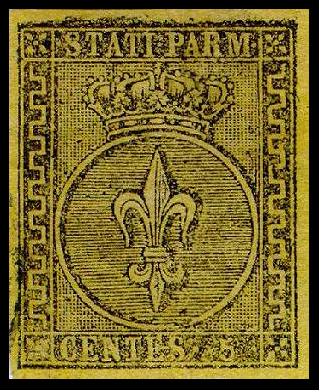
أول طابع لدوقية بارما وبياتشينزا وغوستالا، 1852
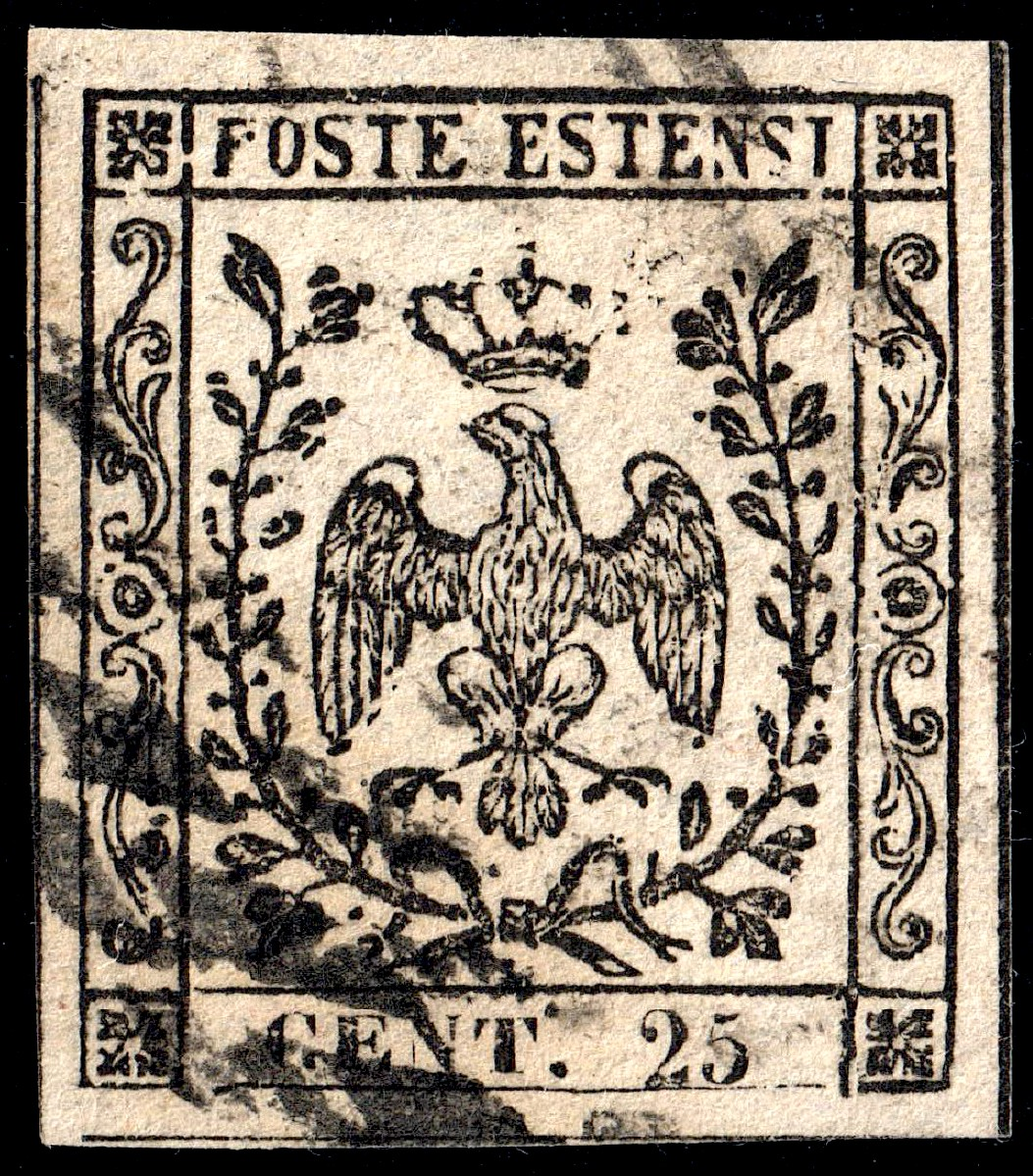
طابع دوقية مودينا، 1852
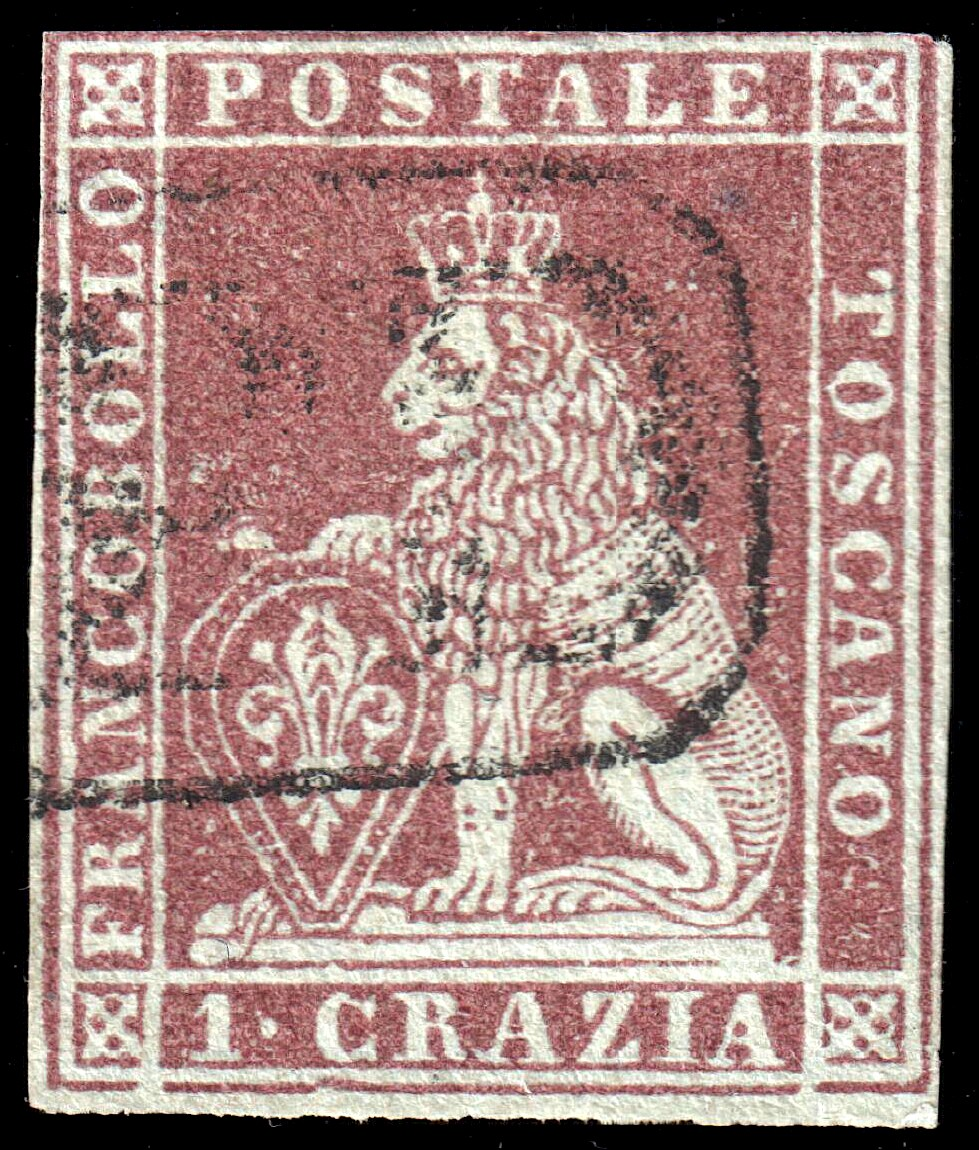
طابع بريدي لدوقية توسكانا الكبرى، 1853
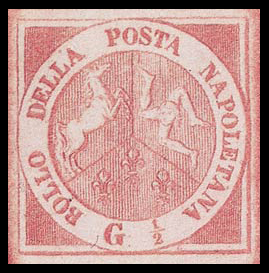
طابع بريدي لنابولي في مملكة الصقليتين، 1858
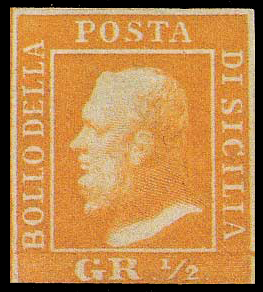
طابع بريدي لصقلية في مملكة الصقليتين، 1859
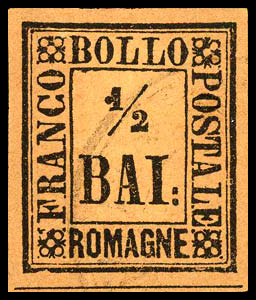
طابع بريدي لولاية رومانيا البابوية، 1859
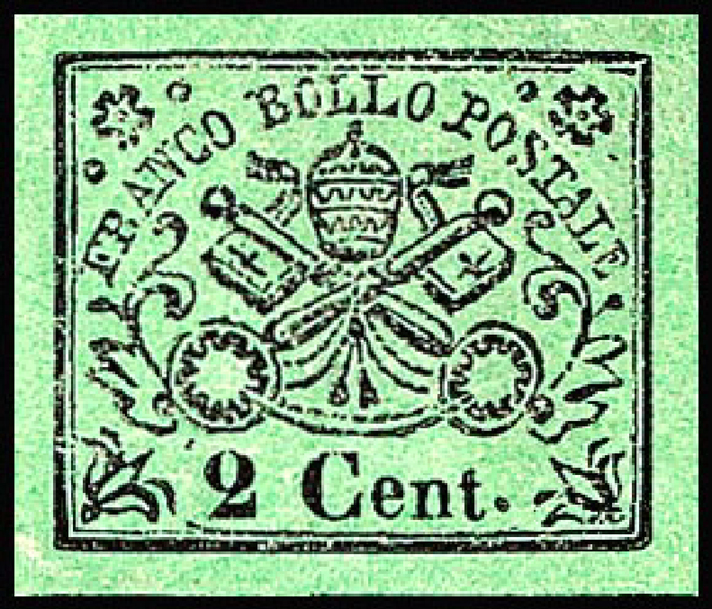
طابع بريدي للولايات البابوية، 1867

## مملكة إيطاليا
بعد توحيد إيطاليا خلال عامي 1860 و1861، سحبت الطوابع المستخدمة في كل الأراضي التي انضمت إلى إيطاليا من التداول واستبدالها بطوابع مملكة سردينيا. حدث الانتقال في مودينا وبارما ورومانيا في الأول من فبراير 1860، وفي نابولي في 15 سبتمبر 1862، وفي الولايات البابوية في عام 1870. أعيد طباعة طوابع ماتراير (نسبة إلى فرانشيسكو مارتراير) عدة مرات، وعادةً ما تعتبر الطوابع المطبوعة بعد 17 مارس 1861 هي الطوابع الأولى لمملكة إيطاليا.

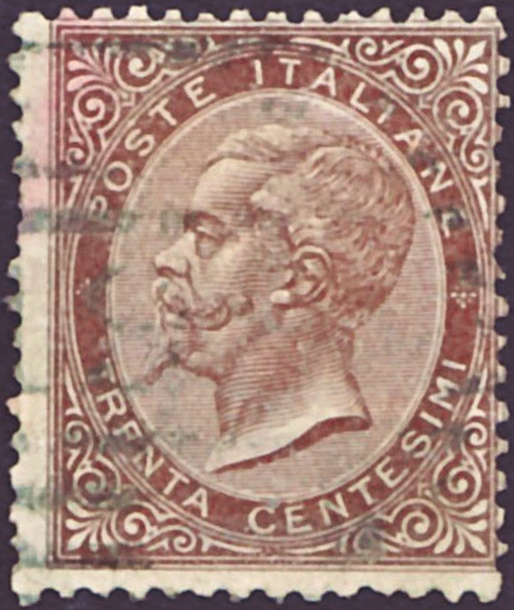
طابع بريدي من مملكة إيطاليا يعود تاريخه إلى سنة 1863.

صدرت طوابع مثقبة للطبعة القياسية الرابعة لمملكة سردينيا مع صورة بارزة لفيكتور إيمانويل الثاني في عام 1862. ابتداءً من 1 يناير 1863، دخل توحيد أسعار البريد حيز التنفيذ. في عام 1862 فاز الكونت أمبيورن سباري بعقد الطوابع، لكن تصميماته لم تلق القبول، وبدا غير قادر على إنتاج الطوابع. في نهاية عام 1862، لجأت الحكومة الإيطالية مرة أخرى إلى ماتراير، الذي أنتج طابعًا بقيمة اسمية تبلغ 15 سنتًا عن طريق الطباعة الحجرية مع صورة الملك فيكتور إيمانويل الثاني والنقش "Postale italiano". ألغي العقد مع الكونت سبار في مارس 1863، ثم منح عقد جديد لدار الطباعة البريطانية دو لا رو. صدر في ديسمبر عام 1863 سلسلة من ثمانية طوابع تحمل نقش "Poste italiane" في فئات تتراوح من 1 سنتيمو إلى 2 ليرة.
انضمت إيطاليا إلى الاتحاد البريدي العالمي في 1 يوليو 1875. حتى عام 1877، كانت الطوابع الإيطالية تستخدم في سان مارينو.

### أومبيرتو الأول
تولى أومبيرتو الأول الحكم خلفًا لوالده في عام 1878، مما استلزم إصدار طوابع جديدة. ظهرت هذه الطوابع لأول مرة في 15 أغسطس 1879، وكانت أول طوابع للمملكة يتم تصميمها ونقشها وطباعتها بالكامل على يد الإيطاليين. وبما أن هناك مخزونات كبيرة من طوابع فيكتور إيمانويل كانت متبقية، فقد استمر استخدام الطوابع القديمة لعدة سنوات، وكانت بعض قيم طوابع أومبيرتو قليلة الاستخدام خلال فترة حكمه.

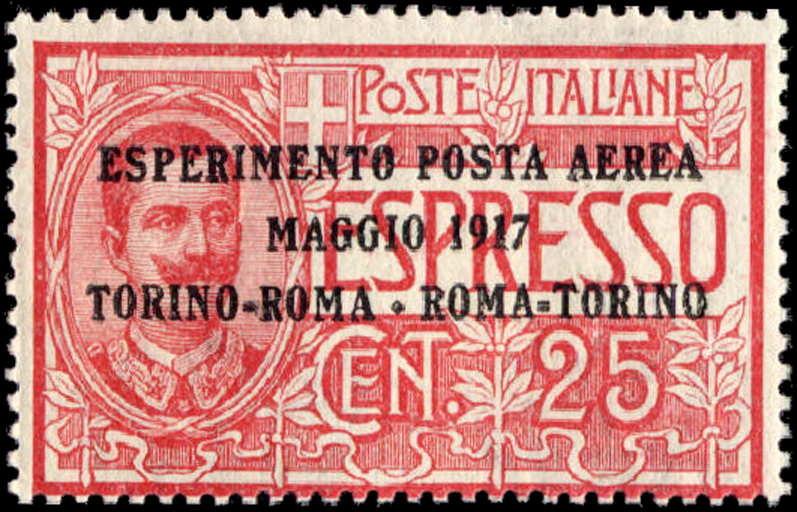
طابع بريد جوي إيطالي يعود تاريخه إلى عام 1917 لرحلة تروانز-روما

تتضمن السلسلة الجديدة الأسعار والألوان التي يفرضها الاتحاد البريدي العالمي.

### فيكتور إيمانويل الثالث
ظهرت الطوابع الأولى التي تحمل صورة فيكتور إيمانويل الثالث في يوليو 1901. صدرت السلسلة الأولى من الطوابع التذكارية في أبريل 1910 للاحتفال بالذكرى الخمسين لحملة الألف. صدرت أول طوابع البريد الجوي في العالم في عام 1917 عندما قامت هيئة البريد الإيطالية بطباعة طوابع التسليم الخاصة الموجودة لديها.

### النظام الفاشي

#### المجموعة الإمبراطورية
حتى عام 1929، كانت جميع الطوابع النهائية تصدر بصورة الملك أو شعار النبالة. في أبريل 1929، تم إصدار ما يسمى بـ "المجموعة الإمبراطورية" (Serie Imperiale)، وهي السلسلة الأولى المحددة لحكومة بينيتو موسوليني الفاشية. تضمنت المجموعة تصميمات لذئبة كابيتولينيا مع رومولوس وريموس، ويوليوس قيصر، وأغسطس قيصر، كما احتوت على الحزم، رمز النظام الفاشي.

#### الجمهورية الإيطالية الاشتراكية
في عام 1943، أنشأ الألمان الجمهورية الإيطالية الاشتراكية في شمال إيطاليا.

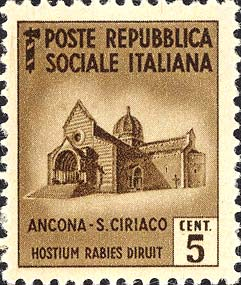
طابع بريدي للجمهورية الاجتماعية الإيطالية، 1944
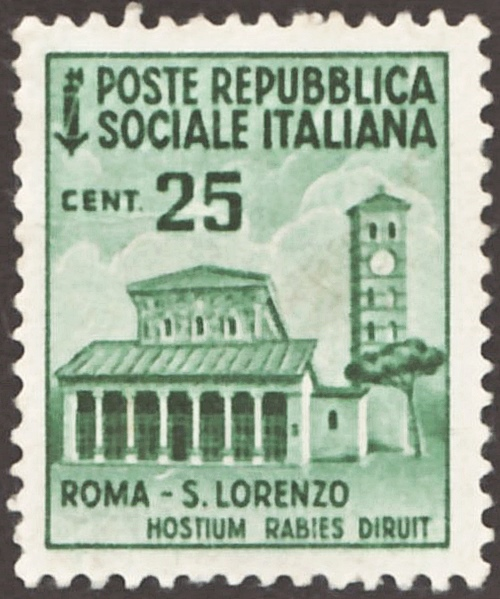
طابع بريدي للجمهورية الاجتماعية الإيطالية، 1944
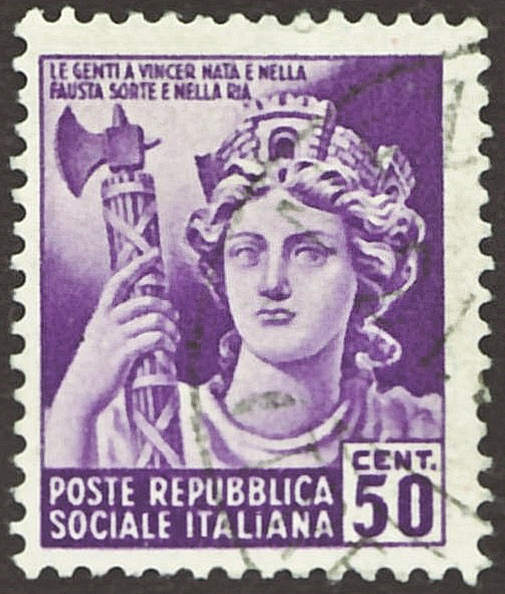
طابع بريدي للجمهورية الاجتماعية الإيطالية، 1944
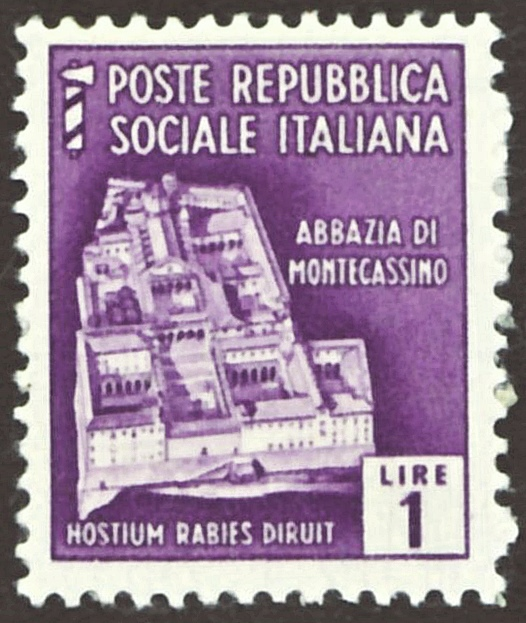
طابع بريدي للجمهورية الاجتماعية الإيطالية، 1944

## الجمهورية الإيطالية
أصبحت إيطاليا جمهورية بعد الاستفتاء الذي أجري في عام 1946.
في عام 2007، تسبب إصدار طابع بريدي إيطالي يحمل صورة مدينة رييكا الكرواتية. وقد أشارت الطوابع إلى المدينة باسمها الإيطالي القديم "فيومي"، مما أثار الجدل في كرواتيا.

كانت الجزر الإيطالية في بحر إيجه مملوكة لإيطاليا في منطقة جزر دوديكانيسيا من عام 1912 إلى عام 1945. تم إصدار طوابع إيطالية تحمل علامة "Egeo" و"Isole Italiane dell' Egeo" للجزر. تم إصدار الطوابع أيضًا للجزر مثل خالكي، ليروس، رودس، وكارباثوس.

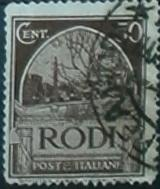
طابع بريدي لجزيرة رودي
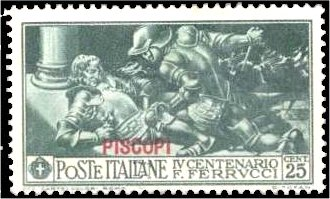
طابع بريدي لجزيرة بيسكوبي

## طوابع فينيسيا جوليا
ضمت إيطاليا منطقة فينيسيا جوليا، بما في ذلك شبه جزيرة إستريا ومدينتي ترييستي وغوريزيا، بموجب معاهدة رابالو (1920). وبموجب معاهدة روما (1924) ضمت مدينة فيومي (الآن رييكا في كرواتيا).
بعد الحرب، من عام 1945 إلى عام 1947، كانت المنطقة محتلة من قبل قوات الحلفاء الأنجلو أمريكية (المنطقة "أ" - المنطقة التي تضم مدينة ترييستي) وقوات جيش الشعب اليوغوسلافي (المنطقة "ب" - إستريا والساحل السلوفيني). وقد تم تحديد مناطق الاحتلال على طول ما يسمى بخط مورغان. في المنطقة أ، كانت الطوابع الإيطالية بعلامة "AMG/VG" (الحكومة العسكرية المتحالفة/فينيسيا جوليا) فوقها في سبتمبر 1945. في عام 1947، وبعد توقيع معاهدة باريس للسلام، تنازلت إيطاليا عن معظم هذه الأراضي ليوغوسلافيا.

### إقليم ترييستي
أنشأت معاهدة السلام مدينة ترييستي والمنطقة المحيطة بها باعتبارها إقليم ترييستي المستقل، والذي تم تقسيمه أيضًا إلى منطقتين أ و ب، تحت الإدارة العسكرية للحلفاء والإدارة العسكرية اليوغوسلافية على التوالي. في المنطقة (أ)، صدرت طوابع إيطالية تحمل علامة "AMG/FTT" بين عامي 1947 و1954. قسمت المنطقة الحرة بين إيطاليا ويوغوسلافيا في عام 1954، حيث انضمت المنطقة أ إلى إيطاليا.

## مكاتب البريد الإيطالية في الخارج
صدرت الطوابع الأولى لمكاتب البريد الإيطالية في الخارج في الأول من يناير عام 1874، حيث حملت الطوابع الإيطالية كلمة "Estero" ("الخارج") وضمّت:
- مكاتب البريد الإيطالية في بنغازي 1901-1912
- مكاتب البريد الإيطالية في طرابلس 1909-1912
- مكاتب البريد الإيطالية في بكين 1917–1922
- مكاتب البريد الإيطالية في تيانجين 1917–1922
- مكاتب البريد الإيطالية في كريت
- مكاتب البريد الايطالية في مصر
- مكاتب البريد الإيطالية في الإمبراطورية العثمانية 1873–1923

طوابع بريدية خارج إيطاليا
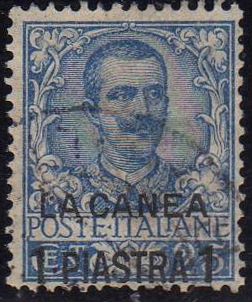
طابع بريدي لمكاتب البريد الإيطالية في كريت
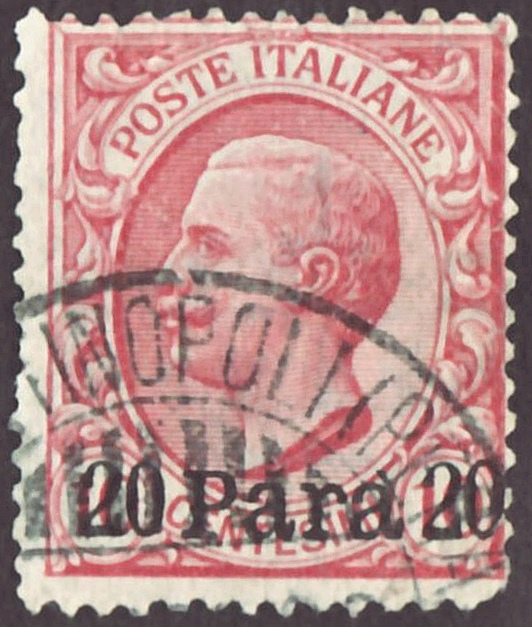
طابع بريدي لمكاتب البريد الإيطالية في الدولة العثمانية
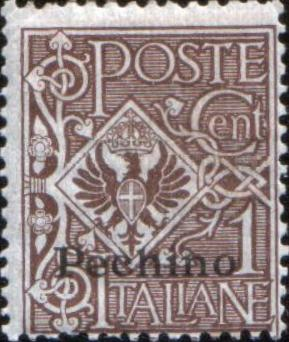
طابع بريدي لمكاتب البريد الإيطالية في بكين
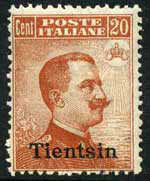
طابع بريدي لمكاتب البريد الإيطالية في تيانجين
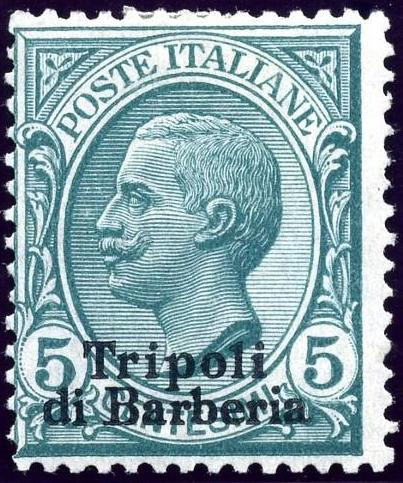
طابع بريدي لمكتب البريد الإيطالي في طرابلس